# Federico Amorós
Federico Amorós Martín es un guionista de historietas español (Valencia, 11/09/1914-18/08/1991).

## Biografía
Federico Amorós comenzó su carrera como guionista en la Editorial Valenciana, trabajando en la popularísima Roberto Alcázar y Pedrín.
Entró al poco en Grafidea, donde creó El Jinete Fantasma (1947) y Chispita (1951) con Ambrós o La Máscara de los Dientes Blancos (1948), Mascarita (1949) y El Sargento Macai (1952) con Osete. También para Grafidea, dirigió en 1949 el tebeo "Pituko".
Mediados los cincuenta, alternaba nuevas series para Valenciana y Maga sin dejar de trabajar en Chispita: Terciopelo Negro (1954), Milton, el Corsario (1956), Yuki, el Temerario (1958), Don Z (1959) o El Corsario sin Rostro (1959). 

## Obra
| Años | Título                                  | Dibujante                                  | Tipo                            | Publicación         |
| ---- | --------------------------------------- | ------------------------------------------ | ------------------------------- | ------------------- |
| 1945 | King, Pequeño Policía                   | José Grau                                  | Serial                          | Valenciana          |
| 1946 | Sin Rostro                              | José Grau                                  | Serie                           | Aventurero          |
| 1946 | Roberto Alcázar y Pedrín núms. 329-1219 | Eduardo Vañó                               | Serial                          | Valenciana          |
| 1947 | Hazañas del Caballero Fantasma, Las     | Ambrós                                     | Serial                          | Grafidea            |
| 1948 | Máscara de los Dientes Blancos, La      | Martínez Osete                             | Serial                          | Grafidea            |
| 1948 | El Capitán Látigo                       | Serie                                      | José Grau                       | S.O.S. (Valenciana) |
| 1949 | Mascarita                               | Pedro Alférez                              | Serial                          | Grafidea            |
| 1951 | Chispita                                | Ambrós                                     | Serial                          | Grafidea            |
| 1956 | Tom y Terry y su mascota Silvi          | José Grau                                  | Serie con J. Feliu              | 3 amigos, Duwarín   |
| 1949 | Miltón, el Corsario                     | Eduardo Vañó, Jesús Serrano                | Serial                          | Valenciana          |
| 1957 | Perico Fantasías                        | Liceras, Karpa                             | Serie con Arizmendi y Tortajada | Pumby               |
| 1958 | Yuki el Temerario                       | José González Igual Vicente Ibañez Sánchis | Serial                          | Valenciana          |
| 1959 | Don Z                                   | Serchio                                    | Serial                          | Maga                |
| 1949 | Capitán Hispania, El                    | González Alacreu                           | Serial                          | Creo                |
| 1959 | El Corsario sin Rostro                  | Manuel Gago                                | Serial                          | Maga                |
| 1968 | Los Colonos                             | Ambrós                                     | Serie                           | Jaimito             |
| 1978 | Mazinger-Z, el robot de las estrellas   | Sanchis                                    | Serial                          | Valenciana          |